# August Gutzmer

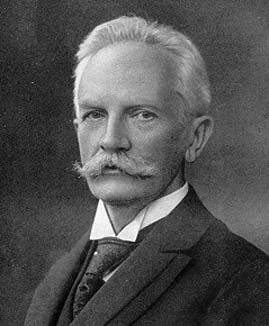
August Gutzmer

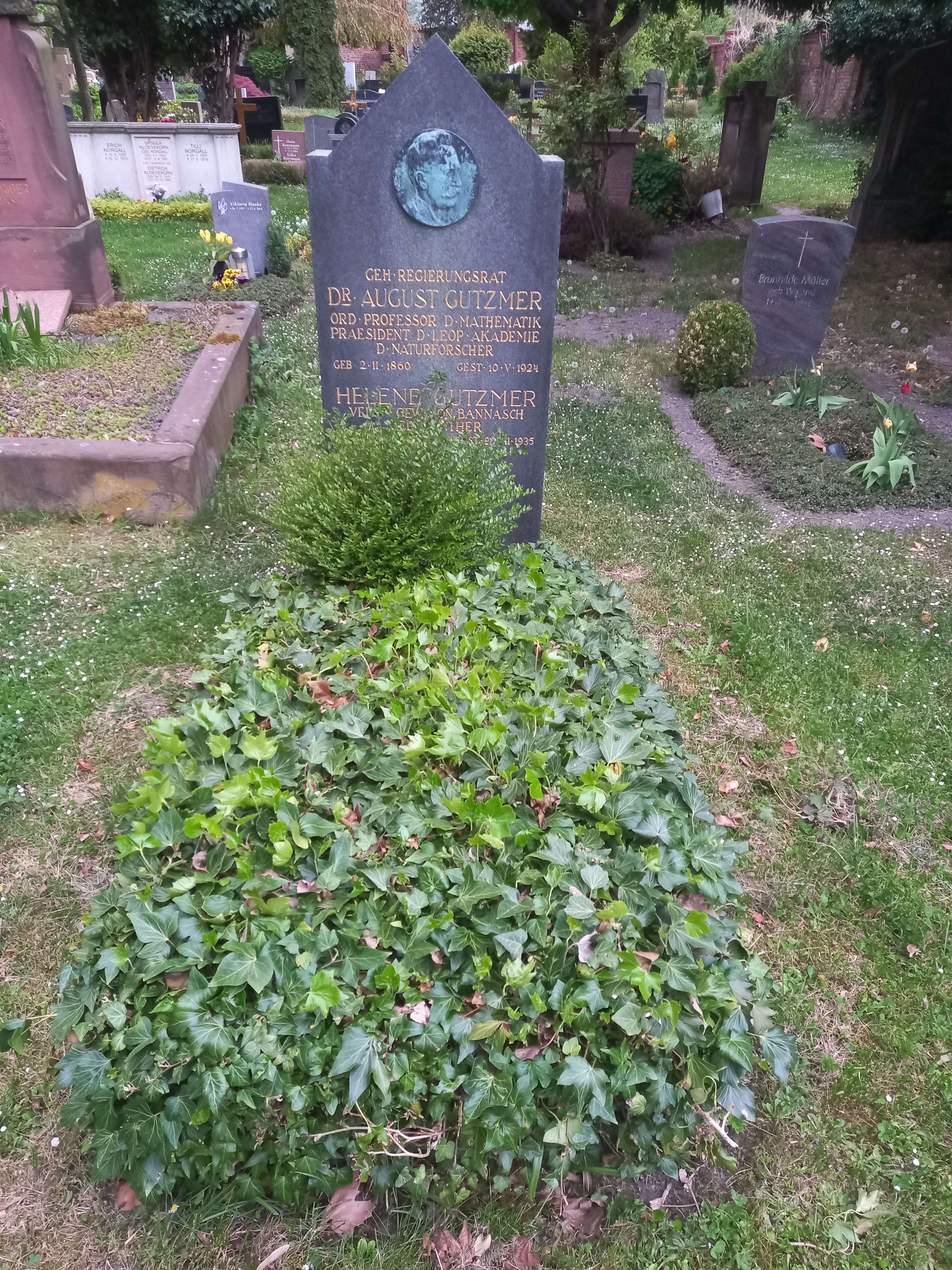
Das Grab von August Gutzmer auf dem Laurentius-Friedhof in Halle

Karl Friedrich August Gutzmer (* 2. Februar 1860 in Neu-Roddahn, Ostprignitz; † 10. Mai 1924 in Halle/Saale) war ein deutscher Mathematiker.

## Leben
Gutzmer war der Sohn des Schreinermeisters Friedrich Gutzmer und dessen Ehefrau Wilhelmine Schultze. Zusammen mit seiner Familie lebte Gutzmer ab 1868 in Berlin. Er besuchte die ersten Klassen der Neu-Roddahner Grundschule und wechselte dann auf eine ebensolche in Berlin. Mit 10 Jahren kam Gutzmer auf die Friedrichswerdersche Gewerbeschule in Berlin und besuchte diese bis 1881.
In diesem Jahre erhielt Gutzmer dort im Herbst sein Abschlusszeugnis. Bereits hier war er krankheitsbedingt vom Turnen befreit. In den Jahren 1881 bis 1884 besuchte er Vorlesungen im Fach Mathematik und Physik der Universität Berlin, ohne immatrikuliert zu sein. In diesen Jahren holte er sein Latinum nach; am 3. April 1884 legte er als Externer am Sophien-Realgymnasium in Berlin erfolgreich seine Reifeprüfung ab.
Drei Wochen später, am 25. April 1884, immatrikulierte sich Gutzmer an der Universität Berlin und studierte bis zum Wintersemester 1886/87. Neben anderen waren Leopold Kronecker, Karl Weierstraß und Lazarus Fuchs seine Lehrer. Diese Zeit wurde durch seinen Militärdienst unterbrochen, den Gutzmer vom 1. Oktober 1894 bis 9. Januar 1895 als Einjährig-Freiwilliger beim „2. Garderegiment zu Berlin“ leistete. Während dieser Zeit erkrankte er so schwer, dass er auf Lebenszeit dienstuntauglich gestellt wurde.
Durch die Vermittlung seines Lehrers Karl Weierstraß erhielt Gutzmer 1892 einen Ruf an die University of Chicago, Ill. Diesen lehnte er jedoch ab und promovierte am 13. Januar 1893 bei Albert Wangerin über Differentialgleichungen. Zu Ostern desselben Jahres heiratete Gutzmer die Witwe eines Gymnasialdirektors, Helene von Bannasch, aus Glowe (bei Friedland im damaligen Kreis Beeskow-Storkow). Im folgenden Jahr bewirtschaftete er das Gut seiner Ehefrau, verkaufte es Ostern 1894 und ließ sich wieder in Berlin nieder.
Vom 1. April 1894 bis 31. März 1896 wirkte Gutzmer als Assistent an der Technischen Hochschule in Berlin. Als solcher wurde er am 28. September Mitglied der Vereinigung Deutscher Mathematiker. Am 25. Mai 1894 kam Tochter Irene zur Welt, die später als Opernsängerin Erfolge feiern sollte. Irene war eines der Kinder, die nach einer Diphtherieerkrankung erfolgreich mit dem von Emil von Behring entwickelten Diphtherieheilserum behandelt wurde.
Am 23. April 1896 konnte sich Gutzmer mit einer Arbeit über Differentialgleichungen habilitieren und war von diesem Tag an bis 31. März 1899 als Privatdozent an der Universität Halle tätig. Am 9. März wurde er zum a.o. Prof.der Universität Jena berufen, Bezahlung gab es aber erst ab 1. April 1899. Mit Wirkung vom 28. Januar 1900 avancierte Gutzmer zum o. Prof. der Mathematik und war als solcher bis zum 2. August 1905 in Jena tätig.
Als sich Gutzmer entschied, eine Beförderung ins Ministerium auszuschlagen, dankten es ihm Studenten wie Kollegen mit einem großen Fackelzug durch die Stadt. 1900 wurde er als Mitglied in die Leopoldina (Deutsche Akademie der Naturwissenschaftler) aufgenommen. Ab 1901 war Gutzmer der allein verantwortliche Herausgeber des monatlich erscheinenden Tätigkeitsberichts der Mathematiker-Vereinigung.
Zwischen 1904 und 1907 führte Gutzmer als Vorsitzender die Kommission für mathematischen und naturwissenschaftlichen Unterricht. Mit Wirkung vom 3. August 1905 wurde er als o. Prof. für Mathematik an die Universität Halle-Wittenberg berufen (sein erstes Gehalt wurde ihm erst am 1. Oktober ausgezahlt). Hier vertrat er immer öfter den Kollegen Georg Cantor.
Nebenbei leitete er in den Jahren 1908 bis 1913 als Vorsitzender den „Deutschen Ausschuss für mathematischen und naturwissenschaftlichen Unterricht“. Am 17. Dezember verlieh man ihm den Titel Geheimer Regierungsrat und ungefähr 10 Wochen später berief man ihn zum 219. Rektor der Universität Halle-Wittenberg.
1915 lehnte Gutzmer eine zweite Amtszeit als Rektor aus gesundheitlichen Gründen ab. Seine Vorlesungen wurde infolge des Ersten Weltkriegs auf ein Minimum reduziert, da sehr viele Studenten an die Front mussten. Am 1. Dezember 1921 wählte ihn die Leopoldina zu ihrem 18. Präsidenten; dieses Amt hatte er bis an sein Lebensende inne. Sein Nachfolger wurde Johannes Walther.
Im Alter von 64 Jahren starb August Gutzmer am 10. Mai 1924 in Halle/Saale. Seine letzte Ruhestätte fand er auf dem Laurentius-Friedhof der Stadt. Als Ehrengrab wird diese Grabstätte bis heute erhalten und gepflegt.
In seinen Vorlesungen beschäftigte sich Gutzmer u. a. mit der Theorie der Differentialgleichungen und eindeutiger analytischer Funktionen.

## Ehrungen
- 23. Mai 1908 – Roter Adlerorden 4. Klasse
- 24. Juli 1915 – Kronenorden 3. Klasse

## Schriften
- Über gewisse partielle Differentialgleichungen höherer Ordnung. Halle, Univ. Diss., 1893[2]
- Zur Theorie der adjungierten Differentialgleichungen. Halle, Habilitationsschr., 1896